# Prabumulih
Prabumulih (alternativt Perabumulih) är en stad på södra Sumatra. Den ligger i provinsen Sumatera Selatan och har cirka 190 000 invånare.

## Administrativ indelning
Staden är indelad i sex distrikt (kecamatan).
| Namn                                  | Yta (km²) | Invånare census 2010 | Invånare census 2020 |
| ------------------------------------- | --------- | -------------------- | -------------------- |
| Rambang Kapak Tengah                  | 132,66    | 10 881               | 12 805               |
| Prabumulih Timur (Östra Prabumulih)   | 65,43     | 57 044               | 78 032               |
| Prabumulih Selatan (Södra Prabumulih) | 38,55     | 17 014               | 21 136               |
| Prabumulih Barat (Västra Prabumulih)  | 126,06    | 29 569               | 30 588               |
| Prabumulih Utara (Norra Prabumulih)   | 10,74     | 31 524               | 31 673               |
| Cambai                                | 73,54     | 15 952               | 18 962               |
| Total                                 | 456,98    | 161 984              | 193 196              |